# Giuseppe Valentini
Giuseppe Valentini (ur. 14 grudnia 1681 we Florencji, zm. w listopadzie 1753 w Rzymie) – włoski wirtuoz skrzypiec, kompozytor, a także poeta i malarz.
Między rokiem 1692 a 1697 przebywał w Rzymie, gdzie pobierał nauki od Giovanniego Battisty Bononciniego. W latach 1702–1705 był jednym z 29 skrzypków orkiestry prowadzonej przez Arcangelo Corellego. Od 1713 do 1743 roku dyrygował orkiestrą kościoła św. Ludwika Króla Francji.
W pierwszej dekadzie XVIII wieku wydał pięć zbiorów utworów kameralnych, m.in. dwa oratoria dla kościoła św. Hieronima della Carita w Rzymie (1705), lecz dopiero opublikowane w 1710 roku w Bolonii Concerti grossi op. 7 przyniosły mu sławę. W tym samym roku został objęty patronatem przez Michelangela Gaetani, księcia Caserty. Z tego okresu znane są dwie jego opery: La finita rapita (1714) i La constanza in amore (1715).
Przez następne lata obejmował wiele kościelnych stanowisk wraz z maestro di capella. Jego pozycja jako świetnego kompozytora oraz poety została podkreślona przez zaproszenie do grona członków Akademii Arkadyjskiej.
Jego twórczość została przysłonięta przez współczesnych mu Vivaldiego, Corellego oraz Locatelliego i przez pewien okres dzieła kompozytora były zapomniane. Obecnie wskazuje się na oryginalność kompozycji Valentiniego.
Nosił przezwisko Straccioncino, które może oznaczać mały obdartus lub Cygan.